# Ujniče
Ujniče este un sat din comuna Bijelo Polje, Muntenegru. Conform datelor de la recensământul din 2003, localitatea are 29 de locuitori (la recensământul din 1991 erau 80 de locuitori).

## Demografie
În satul Ujniče locuiesc 24 de persoane adulte, iar vârsta medie a populației este de 45,0 de ani (43,1 la bărbați și 46,9 la femei). În localitate sunt 8 gospodării, iar numărul mediu de membri în gospodărie este de 3,63.
|  |

| Demografie | Demografie | Demografie |
| An         | Locuitori  | Locuitori  |
| ---------- | ---------- | ---------- |
|            |            |            |
|            |            |            |
|            |            |            |
|            |            |            |
| 1948       | 161        |            |
| 1953       | 159        |            |
| 1961       | 163        |            |
| 1971       | 125        |            |
| 1981       | 90         |            |
| 1991       | 80         | 80         |
| 2003       | 29         | 29         |

| \| Componența etnică conform recensământului din 2003[2] \| Componența etnică conform recensământului din 2003[2] \| Componența etnică conform recensământului din 2003[2] \| Componența etnică conform recensământului din 2003[2] \| Componența etnică conform recensământului din 2003[2] \| \| ----------------------------------------------------- \| ----------------------------------------------------- \| ----------------------------------------------------- \| ----------------------------------------------------- \| ----------------------------------------------------- \| \| \| \| \| \| \| \| Muntenegreni \| Muntenegreni \| \| 23 \| 79,31% \| \| Sârbi \| Sârbi \| \| 6 \| 20,68% \| \| necunoscută \| necunoscută \| \| 0 \| 0% \| |              |  |    |        |
| Componența etnică conform recensământului din 2003 |              |  |    |        |
| |              |  |    |        |
| Muntenegreni | Muntenegreni |  | 23 | 79,31% |
| Sârbi | Sârbi        |  | 6  | 20,68% |
| necunoscută | necunoscută  |  | 0  | 0%     |